# العلاقات الأوغندية الطاجيكستانية
العلاقات الأوغندية الطاجيكستانية هي العلاقات الثنائية التي تجمع بين أوغندا وطاجيكستان.

## مقارنة بين البلدين
هذه مقارنة عامة ومرجعية للدولتين:
| وجه المقارنة                                              | أوغندا                        | طاجيكستان                          |
| --------------------------------------------------------- | ----------------------------- | ---------------------------------- |
| المساحة (كم2)                                             | 241.04 ألف                    | 143.10 ألف                         |
| عدد السكان (نسمة)                                         | 42.86 مليون                   | 8.92 مليون                         |
| الكثافة السكانية (ن./كم²)                                 | 177.81                        | 62.33                              |
| العاصمة                                                   | كامبالا                       | دوشنبه                             |
| اللغة الرسمية                                             | لغة إنجليزية، اللغة السواحلية | اللغة الطاجيكية                    |
| العملة                                                    | شيلينغ أوغندي                 | ساماني طاجيكي، الروبل الطاجيكستاني |
| الناتج المحلي الإجمالي (بليون دولار)                      | 25.89 مليار                   | 7.15 مليار                         |
| الناتج المحلي الإجمالي (تعادل القوة الشرائية) بليون دولار | 72.25 مليار                   | 24.03 مليار                        |
| الناتج المحلي الإجمالي الاسمي للفرد دولار أمريكي          | 705                           | 925                                |
| الناتج المحلي الإجمالي للفرد دولار أمريكي                 | 1.77 ألف                      | 2.69 ألف                           |
| مؤشر التنمية البشرية                                      | 0.483                         | 0.624                              |
| رمز المكالمات الدولي                                      | +256                          | +992                               |
| رمز الإنترنت                                              | .ug                           | .tj                                |
| المنطقة الزمنية                                           | ت ع م+03:00                   | ت ع م+05:00                        |

## منظمات دولية مشتركة
يشترك البلدان في عضوية مجموعة من المنظمات الدولية، منها:
| علم المنظمة | اسم المنظمة                        | تاريخ انضمام أوغندا | تاريخ انضمام طاجيكستان |
| ----------- | ---------------------------------- | ------------------- | ---------------------- |
|             | مؤسسة التنمية الدولية              | 27 سبتمبر 1963      | 4 يونيو 1993           |
|             | مؤسسة التمويل الدولية              | 27 سبتمبر 1963      | 2 ديسمبر 1994          |
|             | منظمة حظر الأسلحة الكيميائية       | ?                   | ?                      |
|             | الأمم المتحدة                      | 25 أكتوبر 1962      | 2 مارس 1992            |
|             | الاتحاد الدولي للاتصالات           | 8 مارس 1963         | 28 أبريل 1994          |
|             | منظمة التعاون الإسلامي             | ?                   | ?                      |
|             | منظمة الشرطة الجنائية الدولية      | ?                   | ?                      |
|             | الاتحاد البريدي العالمي            | ?                   | ?                      |
|             | البنك الدولي للإنشاء والتعمير      | 27 سبتمبر 1963      | 4 يونيو 1993           |
|             | وكالة ضمان الاستثمار متعدد الأطراف | 10 يونيو 1992       | 9 ديسمبر 2002          |
|             | يونسكو                             | 9 نوفمبر 1962       | 6 أبريل 1993           |
|             | الفريق المعني برصد الأرض           | ?                   | ?                      |

## وصلات خارجية
- موقع وزارة الخارجية الأوغندية